# Lipsia
Lipsia (AFI: /ˈlipsja/; in tedesco Leipzig, , AFI: /ˈlaɪ̯pt͡sɪç/; in alto sassone: Leibz'sch; in sorabo: Lipsk) è una città extracircondariale della Sassonia, in Germania. Con i suoi 616 093 abitanti è la città più popolosa della Sassonia e l'ottava dell'intera Germania.
Grande polo commerciale nel Sacro Romano Impero, in quanto posta all'intersezione della via Regia con la via Imperii, la città divenne durante il Medioevo un importante centro culturale sia con la fondazione della sua Università, nel 1409, che con la fondazione della Thomasschule, considerata tra le più antiche scuole tedesche. In età contemporanea Lipsia fu al centro della battaglia delle Nazioni del 1813, che vide una delle più grandi disfatte di Napoleone Bonaparte durante le guerre napoleoniche. Colpita duramente dalla seconda guerra mondiale la città non perse la sua importanza nella Germania dell'Est, divenendo teatro delle manifestazioni del lunedì, un movimento di protesta che negli anni portò alla caduta del muro di Berlino e alla riunificazione tedesca.
Importante centro economico della Germania, Lipsia è ritenuta tra le città con la più alta qualità della vita secondo uno studio condotto da GfK. Dal punto di vista dei trasporti la città si conferma come lo snodo principale della S-Bahn della Germania Centrale ed è servita dall'aeroporto di Lipsia-Halle. La città ospita una delle tre sedi della Biblioteca nazionale tedesca oltre che il tribunale della Corte amministrativa federale, la corte suprema tedesca in materia di giustizia amministrativa.

## Geografia fisica

### Territorio
Lipsia è situata alla confluenza dei fiumi Pleiße, Elster Bianco e Parthe nel centro del bacino lipsiano.
Dista circa un centinaio di chilometri da altre tre grandi città tedesche: Dresda (capoluogo della Sassonia), Erfurt (capoluogo della Turingia) e Magdeburgo (capitale della Sassonia-Anhalt). A circa 160 chilometri a nord-est si trova la capitale tedesca, Berlino, mentre a 195 chilometri verso sud-est è situata la capitale ceca, Praga.
La cima più alta della città coincide col Monarchenhügel, a 159 m. Nella parte meridionale della città c'è il Fockeberg (153 m), collina artificiale creata con l'accumulo delle macerie di edifici distrutti dai bombardamenti durante la seconda guerra mondiale.

### Clima
| Lipsia              | Mesi | Mesi | Mesi | Mesi | Mesi | Mesi | Mesi | Mesi | Mesi | Mesi | Mesi | Mesi | Stagioni | Stagioni | Stagioni | Stagioni | Anno |
| Lipsia              | Gen  | Feb  | Mar  | Apr  | Mag  | Giu  | Lug  | Ago  | Set  | Ott  | Nov  | Dic  | Inv      | Pri      | Est      | Aut      | Anno |
| ------------------- | ---- | ---- | ---- | ---- | ---- | ---- | ---- | ---- | ---- | ---- | ---- | ---- | -------- | -------- | -------- | -------- | ---- |
| T. max. media (°C)  | 2,1  | 3,5  | 7,9  | 13,0 | 18,4 | 21,8 | 23,3 | 23,1 | 19,2 | 13,5 | 7,1  | 3,4  | 3,0      | 13,1     | 22,7     | 13,3     | 13,0 |
| T. min. media (°C)  | −2,7 | −2,4 | 0,0  | 3,3  | 7,7  | 11,2 | 12,9 | 12,5 | 9,5  | 5,8  | 2,0  | −1,0 | −2,0     | 3,7      | 12,2     | 5,8      | 4,9  |
| Precipitazioni (mm) | 32   | 30   | 34   | 41   | 49   | 61   | 58   | 59   | 43   | 38   | 36   | 37   | 99       | 124      | 178      | 117      | 518  |

## Origini del nome

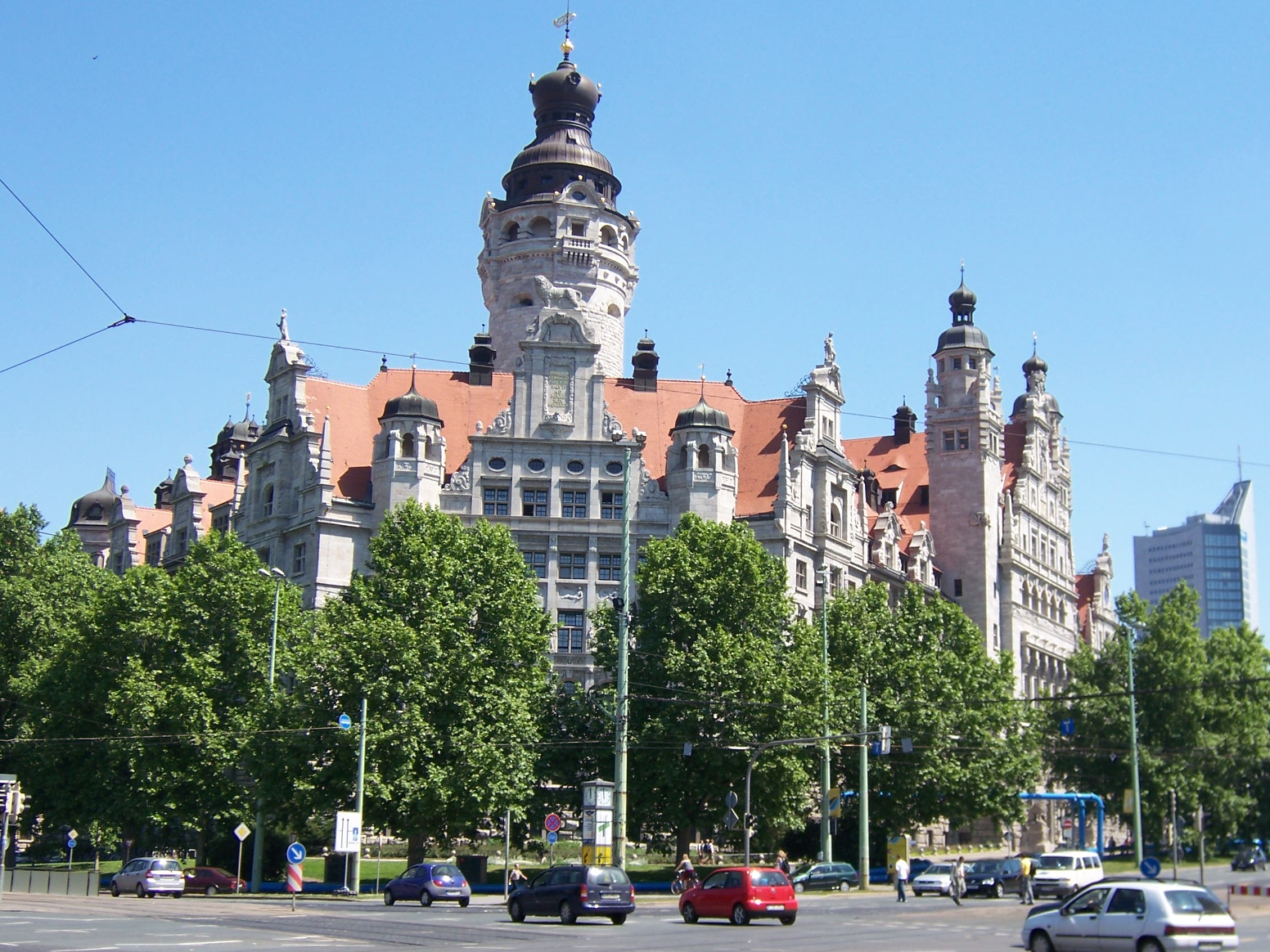
Il nuovo municipio di Lipsia (costruito tra 1899 e 1905)

Il nome della città deriva dalla parola slava Lipsk (pol. Lipsk), (insediamento dove si trovano i tigli). La sua prima citazione risale al 1015, documentata nelle cronache del vescovo Tietmaro di Merseburgo.
Nel 1165 Ottone il Ricco, duca di Meißen (in quel secolo città più importante della Sassonia), concesse a Lipsia il diritto municipale ed il diritto mercantile.

## Storia

### Preistoria
I riferimenti più antichi alla zona risalgono al Neolitico grazie ad alcuni ritrovamenti archeologici ricondotti alla cultura della ceramica lineare e alla cultura delle anfore globulari.

### Età antica
Poco si sa della storia dell'insediamento pre-medievale salvo per alcuni ritrovamenti riconducibili alle tribù germaniche degli ermunduri e dei suebi. Secondo un gruppo di ricerca dell'Università tecnica di Berlino, Lipsia si potrebbe identificare con la città di Aregelia, citata nella Geografia di Claudio Tolomeo e situata nella Germania Magna.

### Età moderna
Sede in età medievale di una fiera particolarmente importante nell'Europa latina, la città è storicamente importante in quanto vi fu combattuta dal 16 ottobre al 19 ottobre 1813 la Battaglia delle Nazioni, in seguito alla quale Napoleone I dovette ritirarsi in Francia. Nell'autunno del 1989 la popolazione di Lipsia ha contribuito alla caduta del muro di Berlino, manifestando pacificamente (300 000 persone) per la riunificazione della Germania. In seguito alla riunificazione tedesca, Lipsia, al pari di molte altre città dell'est, ha subito una progressiva riduzione del numero di abitanti. Le cose stanno rapidamente cambiando, la disoccupazione scende, mentre la disponibilità di edifici e la condizione di essere una delle città meno costose d'Europa la rende appetibile agli investimenti da parte di molte grandi aziende. Tra gli altri, negli ultimi anni hanno aperto uffici e stabilimenti BMW, Porsche, e Amazon.
Lipsia, durante il regime comunista era centro scientifico di livello nella ricerca nucleare, è oggi sede dell'importante centro di ricerca Helmholtz-Zentrum für Umweltforschung. Oggi la città ha ristabilito la sua reputazione come ubicazione economica e politica. A causa della Rivoluzione Pacifica nell'autunno 1989 fu dichiarata "Città eroina della Repubblica Democratica Tedesca".

## Monumenti e luoghi d'interesse

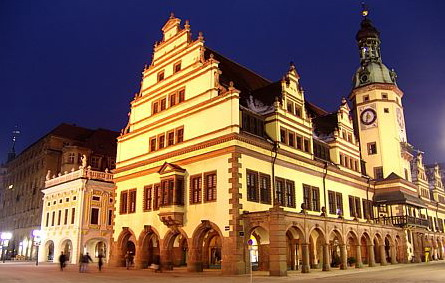
Altes Rathaus

- Markt: è la Piazza del Mercato sulla quale si affaccia il Municipio Vecchio.
- Municipio Vecchio: antico municipio, capolavoro dell'architettura rinascimentale della Germania.
- Alte Waage: è l'antica pesa pubblica rinascimentale.
- Alte Handelsbörse, un edificio costruito dal 1678 al 1687 in stile barocco.
- Thomaskirche: è un edificio gotico iniziato già nel XII secolo e uno dei Templi della Musica, ospita uno di cori di voci bianche più antichi e famosi d'Europa.
- Nikolaikirche: è stata fondata nel 1165, originariamente in stile romanico e rimaneggiata nei secoli in vari stili, si presenta oggi in stile classicista nei colori bianco, verde chiaro e rosa, con colonne dai capitelli con foglie di palma. La chiesa ha svolto un ruolo fondamentale nel corso delle dimostrazioni pacifiche che hanno portato alla caduta del muro.
- Passaggio Mädler: galleria commerciale nel centro, con negozi e Auerbachs Keller.
- Auerbachs Keller: storico locale, menzionato anche nel Faust di Goethe.
- Municipio Nuovo, eretto dal 1899 al 1905 in uno stile eclettico con elementi rinascimentali e barocchi e influssi liberty, vicino al la Burgplatz.
- Augustusplatz, una delle piazze più grandi della Germania.
- Grattacielo Kroch, costruito nel 1927/28, è stato il primo grattacielo della città.
- Europahaus, costruito nel 1929, è stato il secondo grattacielo della città.
- Wintergartenhochhaus, un grattacielo residenziale, costruito dal 1970 al 1972.
- Reichsgerichtsgebäude: sede della Corte imperiale
- Neue Messe: la nuova sede della Fiera di Lipsia progettata da GMP Architekten (Meinhard von Gerkan, Volkwin Marg und Partners).
- BMW Central Building: progettato da Zaha Hadid
- Panometer: galleria espositiva ricavata nel vecchio gasometro.
- Völkerschlachtdenkmal: è il Monumento della Battaglia delle Nazioni, costruito su disegni dell'architetto Bruno Schmitz (1858–1916) ed inaugurato nel 1913, il giorno del primo centenario della Battaglia delle Nazioni. Uno dei monumenti più alti d'Europa con i suoi 91 m, è in gran parte opera degli scultori Christian Behrens e Franz Metzner.
- Baumwollspinnerei: area dei cotonifici, trasformata in atelier e gallerie di arte contemporanea.
- Promenadenring, il più antico parco paesaggistico municipale della Germania, col monumento a Richard Wagner.
- Parco Clara-Zetkin, uno spazio verde di 125 ettari nella parte centro-occidentale di Lipsia.
- Giardini Botanici di Lipsia, un orto botanico vasto 3,5 ettari.
- Casa Budde (Budde-Haus): costruita nel 1890-1891 nel distretto di Gohlis come residenza elegante; dal 1956 è utilizzata come centro culturale
- Il Cospudener See (a volte tradotto come Lago Cospuden)[8] si trova sul sito di un'ex miniera a cielo aperto ed è situato direttamente nella periferia meridionale di Lipsia. Il è parte del Neuseenland di Lipsia.

## Società

### Evoluzione demografica
La sua popolazione oltrepassava i 100 000 abitanti nel 1860, prima della II guerra mondiale se ne contavano addirittura 750 000 abitanti; nell'ottobre 2019 la popolazione ha raggiunto nuovamente le 600 000 unità, dopo che a metà degli anni '90 era scesa fino a poco meno di 440 000 abitanti. Al 31 dicembre 2019 gli abitanti sono 601 668.

## Cultura

### Istruzione

#### Scuole
A Lipsia ha sede anche la Thomasschule, che è considerata la più antica scuola tedesca, essendo stata fondata nel 1212.

#### Università
L'Università di Lipsia è stata fondata nel 1409, da essa dipendono anche i Giardini Botanici di Lipsia e l'Osservatorio astronomico di Lipsia.
Nel 2020, l'Università Lancaster ha aperto il suo ultimo campus distaccato nella città di Lipsia sotto il marchio Lancaster University Leipzig, diventando la prima università pubblica nel Regno Unito con un campus in Germania.

### Ricerca
Fra le istituzioni di ricerca a Lipsia ha sede l'Accademia sassone delle scienze.

### Biblioteche

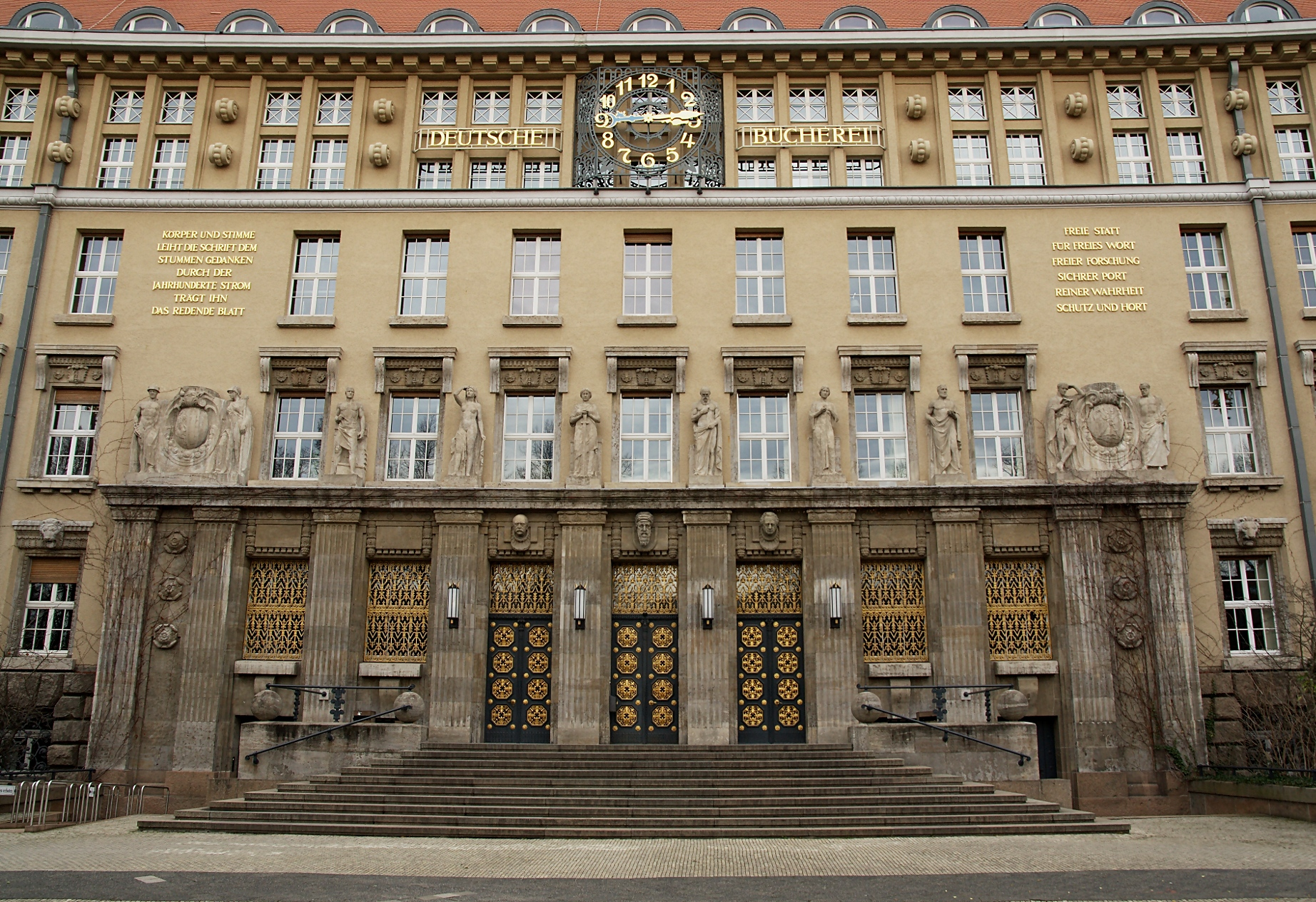
Facciata della Biblioteca Nazionale

La città di Lipsia ospita numerose biblioteche ed archivi.
A Lipsia ha sede la sezione originaria della Biblioteca nazionale tedesca, la Deutsche Bücherei, che era stata fondata nel 1912 a Lipsia e che dal 1913 fino alla divisione della Germania aveva servito come unico luogo di raccolta per l'intera letteratura di lingua tedesca. Nel 1990 venne integrata nella Deutsche Bibliothek, mentre a partire dal 2006 è una sezione della Deutsche Nationalbibliothek (DNB), cui appartengono anche la Deutsche Bibliothek, fondata nel 1947 a Francoforte, e gli Archivi musicali tedeschi, istituiti nel 1970.

### Musei

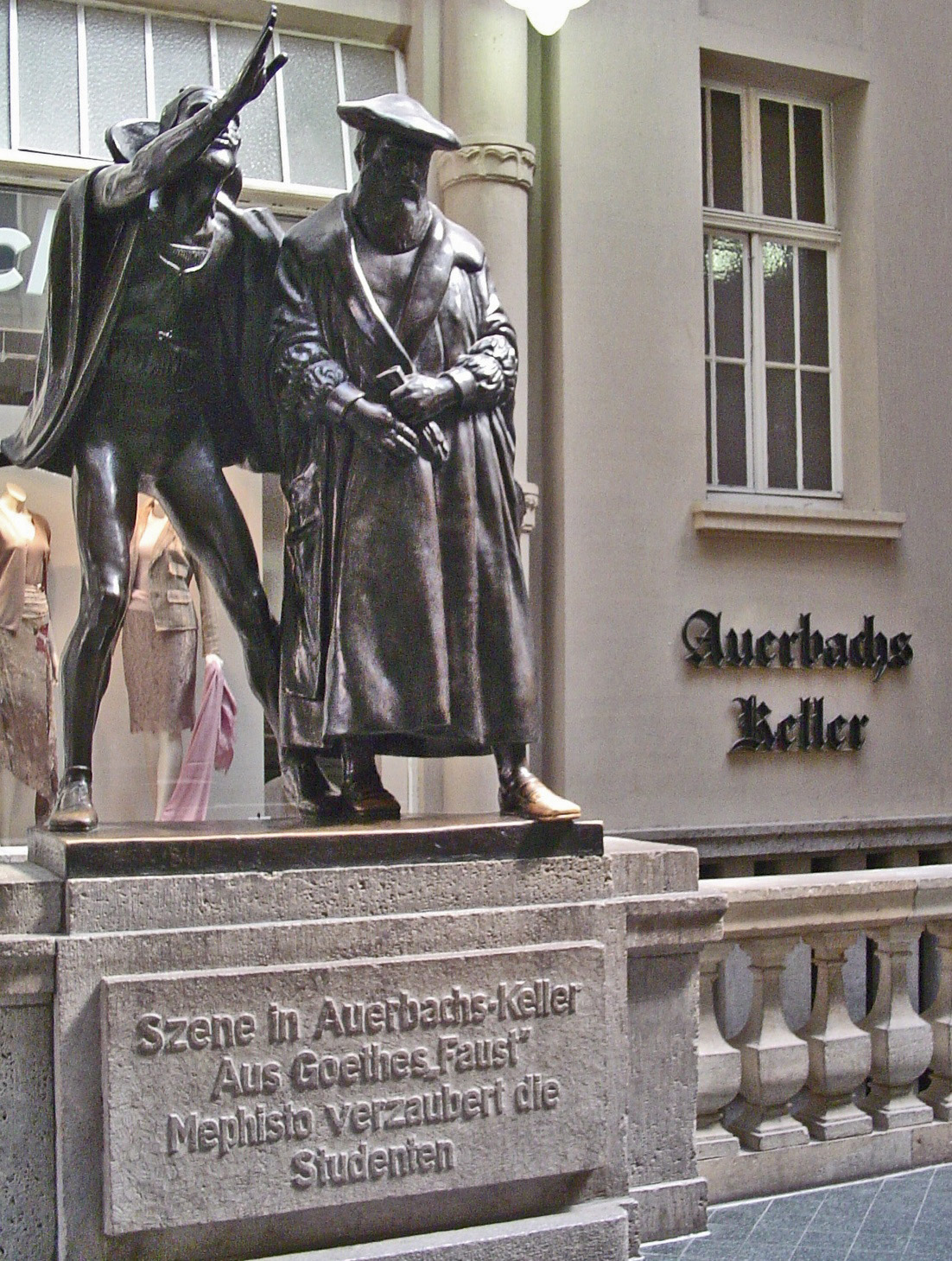
Statua di Faust e Mefistofele davanti alla cantina di Auerbach (Auerbachs Keller), dove si svolge l'omonima scena della prima parte del Faust

- Museo storico della città di Lipsia
- Museo Bach di Lipsia con l'archivio Bach sul Thomaskirchhof con la statua di Johann Sebastian Bach
- Museo delle belle arti di Lipsia (Museum der bildenden Künste)
- Museo del libro e della scrittura (Buch- und Schriftmuseum)
- Casa Mendelssohn (Mendelssohn-Haus)
- Casa Schumann (Schumann-Haus)
- Biblioteca tedesca (Deutsche Buecherei)
- Museo delle arti di stampa (Museum für Druckkunst)
- Archivio di Stato (Staatsarchiv Leipzig)
- Archivio cittadino (Stadtarchiv)
- Casa della letteratura (Literaturhaus Leipzig)
- Museo egizio
- Museo delle Antichità dell'Università di Lipsia (Antikenmuseum der Universität Leipzig)
- Museo degli strumenti musicali (Museum für Musikinstrumente der Universiät Leipzig)
- Museo civico (Stadtgeschichtliches Museum)
- Museo dello sport (Sportmuseum Leipzig)
- Museo Grassi (Grassimuseum)
- Museo di arte applicata (Museum für angewandte Kunst)
- Museo etnografico (Museum für Völkerkunde zu Leipzig)
- Museo di scienze naturali (Naturkundemuseum Leipzig)
- Museo dei piccoli giardinieri (Deutsches Kleingärtnermuseum)
- Museo dei bambini (Kindermuseum Leipzig)
- Museo dei giocattoli (Mitspielzeugmuseum)
- Museo ferroviario (Eisenbahnmuseum)
- Museo sassone della psichiatria (Sächsisches Psychiatriemuseum)
- Museo sassone della farmacia (Sächsisches Apothekenmuseum)
- Museo della scuola (Schulmuseum)
- Museo criminale del Medioevo (Kriminalmuseum des Mittelalters)
- Museo della macchina fotografica e della fotografia (Kamera- und Fotomuseum)
- Casa dei giochi per computer (Haus der Computerspiele)

### Musica
Lipsia, città della musica e del cabaret, vanta una vivace scena culturale in ogni periodo dell'anno.
La Gewandhausorchester Leipzig è una delle migliori orchestre tedesche, e ha sede nel Gewandhaus.
Altre orchestre cittadine sono:
- Orchestra filarmonica di Lipsia (Kammerphilharmonie Leipzig)
- Orchestra della radio di Lipsia (Mitteldeutschen-Rundfunk Orchester)
- Orchestra universitaria di Lipsia (Leipziger Universitätsorchester)
- Orchestra accademica di Lipsia (Akademisches Orchester Leipzig)
- Orchestra barocca di Lipsia (Leipziger Barockorchester)

Lipsia è anche la città del Thomanerchor, uno dei cori più famosi del mondo, fondato nel 1212, in collegamento con la Thomasschule.
La manifestazione principale, che ha visto la sua prima edizione nel 1908 e dal 1999 ricorre ogni anno, è la Bachfest Leipzig, in onore del grande compositore che qui visse per ben 27 anni svolgendo la funzione di Thomaskantor (direttore artistico del Thomanerchor) dal 1723 fino alla sua morte nel 1750. Altre manifestazioni musicali di alto livello sono i Mendelssohn-Festtage Leipzig in onore di Felix Mendelssohn Bartholdy, che abitò a Lipsia dal 1835 al 1841 e dal 1845 alla morte nel 1847, e dal 2006 i Wagner-Festtage Leipzig in onore di Richard Wagner, nato a Lipsia nel 1813.
Lipsia ospita ogni anno in occasione della Pentecoste il Wave Gotik Treffen ("raduno wave e gotico"), il più grande festival europeo della musica Goth e della cultura Gotica.

### Media

#### Stampa
La storia di Lipsia come centro di stampa risale al Cinquecento. A partire dal Seicento acquistò importanza la Fiera del libro di Lipsia (Leipziger Buchmesse). Nel corso dell'Ottocento Lipsia si affermò come principale centro degli operatori tedeschi del libro: vi avevano sede circa 1 500 imprese fra librai ed editori, nonché le principali associazioni di categoria. Di Lipsia erano Baedeker, Brockhaus, Hirzel, Insel Verlag, Gustav Kiepenheuer Verlag, Peters, Reclam Verlag, Seemann, Teubner, Georg Thieme, così come ditte di messaggerie librarie, di costruzione di macchine tipografiche, legatorie, studi grafici e tipografie. Di conseguenza un abitante ogni dieci lavorava nel settore librario.

## Geografia antropica

### Suddivisioni amministrative

I 10 distretti amministrativi di Lipsia

Lipsia è suddivisa in 10 distretti amministrativi (Stadtbezirk), a loro volta complessivamente suddivisi in 63 quartieri (Stadtteil):
- Distretto centrale (Mitte), con i quartieri:
  - 00 Zentrum
  - 01 Zentrum-Ost
  - 02 Zentrum-Südost
  - 03 Zentrum-Süd
  - 04 Zentrum-West
  - 05 Zentrum-Nordwest
  - 06 Zentrum-Nord
- Distretto nord-est (Nordost), con i quartieri:
  - 10 Schönefeld-Abtnaundorf
  - 11 Schönefeld-Ost
  - 12 Mockau-Süd
  - 13 Mockau-Nord
  - 14 Thekla
  - 15 Plaußig-Portitz
- Distretto est (Ost), con i quartieri:
  - 20 Neustadt-Neuschönefeld
  - 21 Volkmarsdorf
  - 22 Anger-Crottendorf
  - 23 Sellerhausen-Stünz
  - 23 Paunsdorf
  - 24 Heiterblick
  - 25 Mölkau
  - 26 Engelsdorf
  - 27 Baalsdorf
  - 28 Althen-Kleinpösna
- Distretto sud-est (Südost), con i quartieri:
  - 30 Reudnitz-Thonberg
  - 31 Stötteritz
  - 32 Probstheida
  - 33 Meusdorf
  - 34 Liebertwolkwitz
  - 35 Holzhausen

- Distretto sud (Süd), con i quartieri:
  - 40 Südvorstadt
  - 41 Connewitz
  - 42 Marienbrunn
  - 43 Lößnig
  - 44 Dölitz-Dösen
- Distretto sud-est (Südwest), con i quartieri:
  - 50 Schleußig
  - 51 Plagwitz
  - 52 Kleinzschocher
  - 53 Großzschocher
  - 54 Knautkleeberg-Knauthain
  - 55 Hartmannsdorf-Knautnaundorf
- Distretto ovest (West), con i quartieri:
  - 60 Schönau
  - 61 Grünau-Ost
  - 62 Grünau-Mitte
  - 63 Grünau-Siedlung
  - 64 Lausen-Grünau
  - 65 Grünau-Nord
  - 66 Miltitz
- Distretto vecchio ovest (Alt-West), con i quartieri:
  - 70 Lindenau
  - 71 Altlindenau
  - 72 Neulindenau
  - 73 Leutzsch
  - 74 Böhlitz-Ehrenberg
  - 75 Burghausen-Rückmarsdorf
- Distretto nord-ovest (Nordwest), con i quartieri:
  - 80 Möckern
  - 81 Wahren
  - 82 Lützschena-Stahmeln
  - 83 Lindenthal
- Distretto nord (Nord), con i quartieri:
  - 90 Gohlis-Süd
  - 91 Gohlis-Mitte
  - 92 Gohlis-Nord
  - 93 Eutritzsch
  - 94 Seehausen
  - 95 Wiederitzsch

## Economia
La città è stata centro nevralgico di commerci e fiere nell'area germanica.

## Infrastrutture e trasporti

### Ferrovie

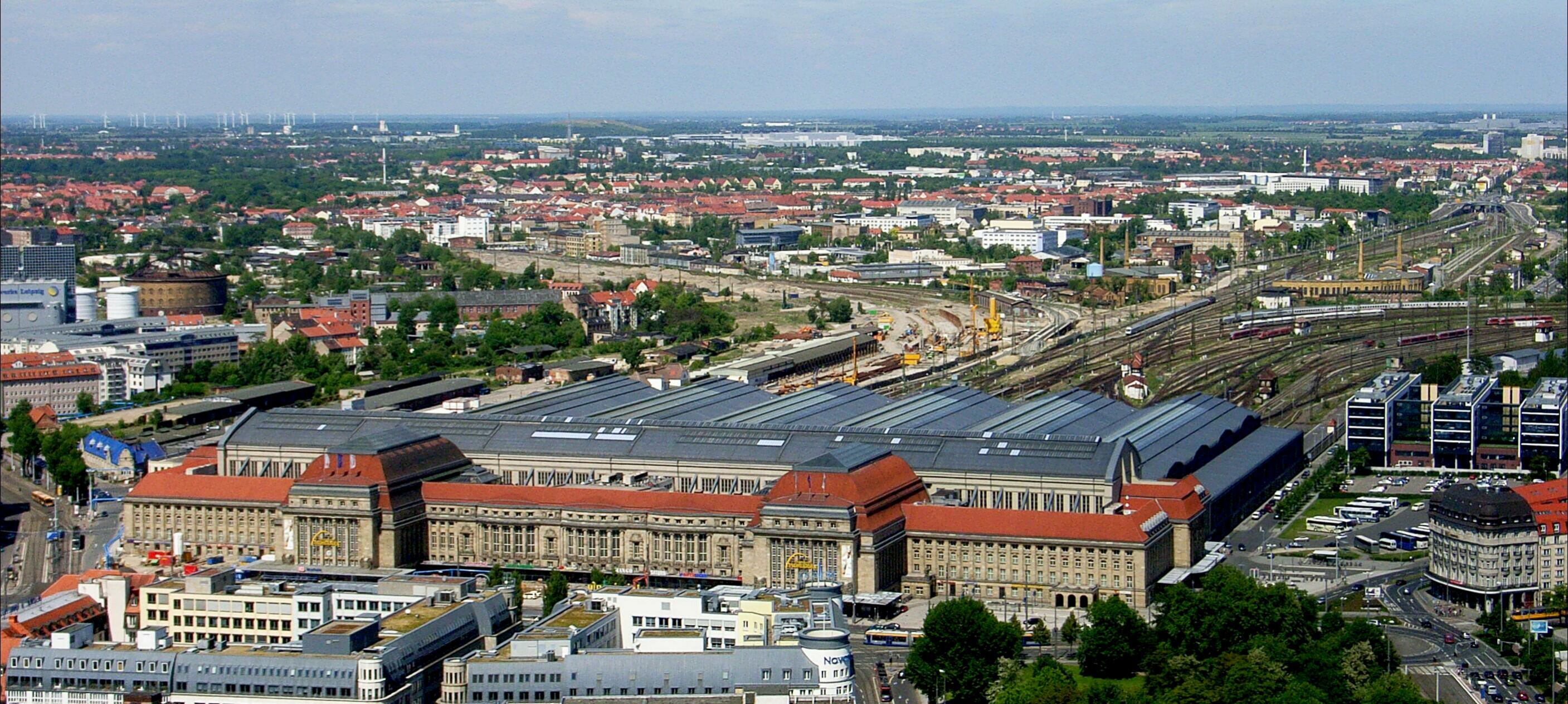
L'imponente Hauptbahnhof

Ancora oggi la Hauptbahnhof di Lipsia è una delle più grandi stazioni ferroviarie d'Europa.

### Tram

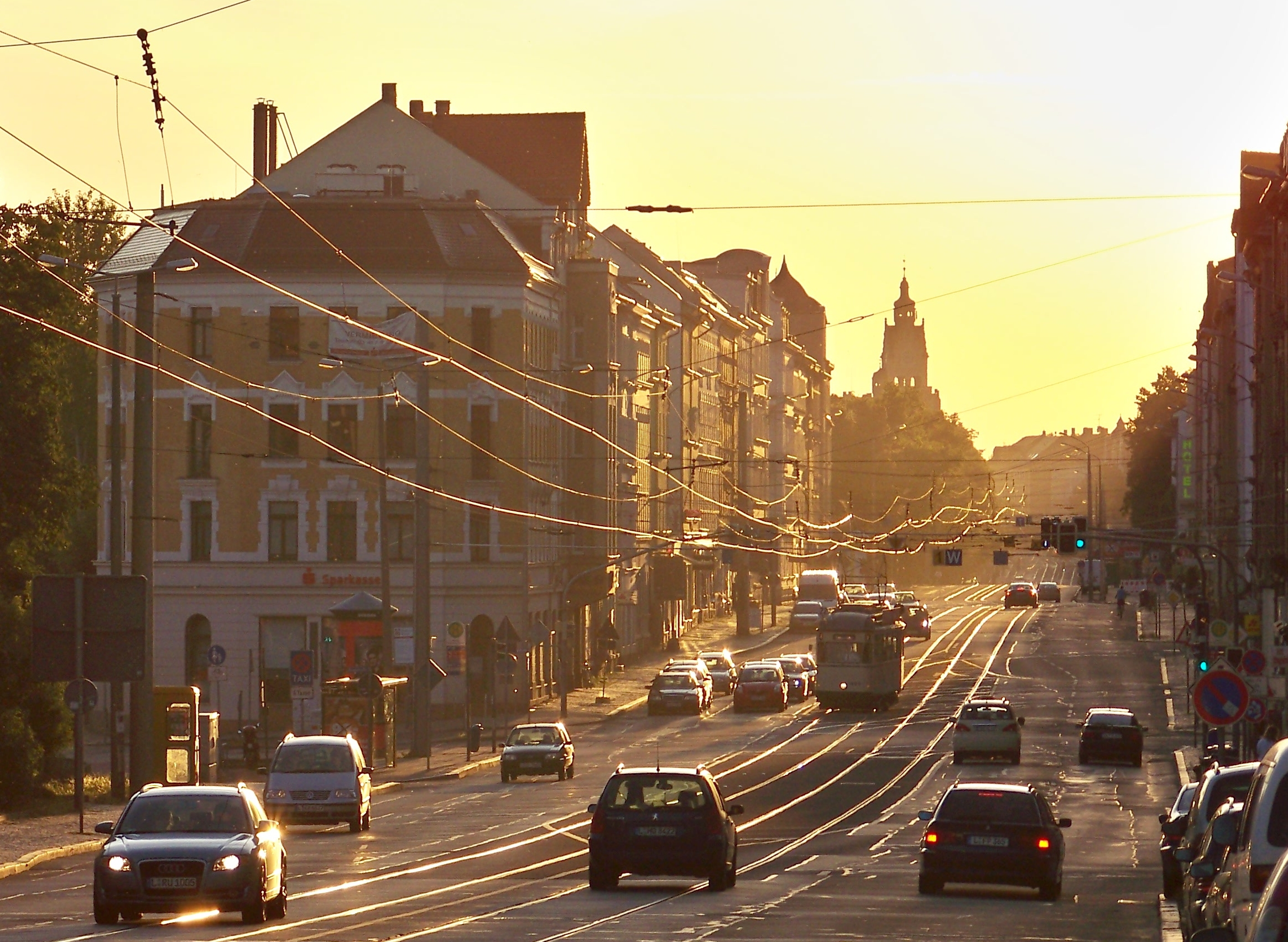
Tram in Georg-Schumann-Strasse

La rete tranviaria di Lipsia consta di 13 linee. È la maggiore in Germania dopo la rete berlinese.

## Amministrazione

### Gemellaggi

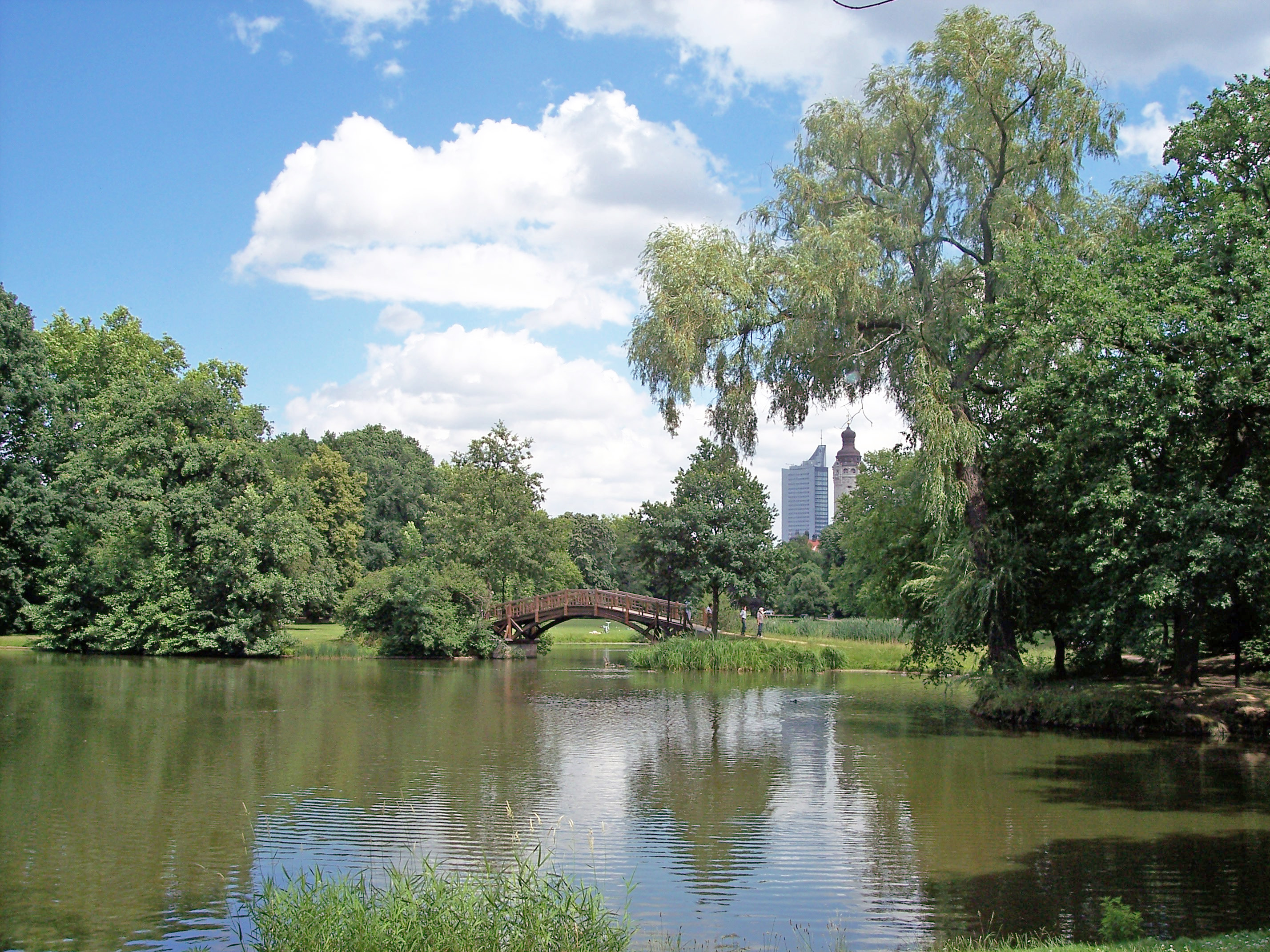
Johannapark

Lipsia è gemellata con:
- Kiev, dal 1961[13]
- Bologna, dal 1962[14]
- Cracovia, dal 1973[15]
- Brno, dal 1973[16]
- Lione, dal 1981
- Salonicco, dal 1984[17]
- Hannover, dal 1987
- Nanchino, dal 1988
- Francoforte sul Meno, dal 1990
- Birmingham, dal 1992
- Houston, dal 1993
- Travnik, dal 2003
- Addis Abeba, dal 2004
- Napoli, dal 2012

## Sport

### Pallamano
L'Handball-Club Leipzig (HCL) è la principale squadra femminile di pallamano cittadina, nonché una delle più titolate della Germania: annovera infatti nel suo palmarès quattro vittorie della coppa europea, sette campionati tedeschi, tre coppe nazionali e 13 titoli del cessato campionato tedesco-orientale. Nel settore maschile la squadra principale è il SC DHfK Lipsia, militante in Handball-Bundesliga.

### Pallavolo
La principale squadra pallavolistica cittadina è il L.E. Volleys, fondato nel 2009 e militante in seconda serie nazionale.

### Pallacanestro
In ambito cestistico il Basketball-Verein Leipzig (BBVL) è la principale squadra femminile, militante nel massimo campionato nazionale; minore è il livello in ambito maschile, ove a seguito della riunificazione tedesca nessuna squadra ha più conseguito risultati di rilievo.

### Calcio
Antica e radicata è la tradizione cittadina nel gioco del calcio: Lipsia nel 1900 ospitò la riunione fondativa della Deutscher Fußball-Bund (federcalcio tedesca), presso il ristorante Zum Mariengarten, al civico 10 di Karlstraße.
La prima squadra cittadina per fondazione fu il VfB Leipzig, vincitore del primo campionato nazionale di massima serie (disputatosi nel biennio 1902-1903) e delle successive edizioni 1906 e 1913.
Nel secondo dopoguerra la pratica calcistica continuò sotto l'egida della neocostituita federcalcio della Germania Est (DFV). Nel 1966 il VfB Leipzig cambiò nome in Lokomotive Leipzig, che mantenne fino al 1991. La Lokomotive vinse quattro edizioni della coppa nazionale, si piazzò tre volte seconda nel campionato di prima serie e nel 1987 arrivò in finale di Coppa delle Coppe. A seguito della riunificazione tedesca il club (ridenominato VfB) fece una sporadica apparizione in Bundesliga, per poi entrare in una grave crisi finanziaria e di risultati ed infine dichiarare bancarotta nel 2004. La società è stata in seguito rifondata (ancora col nome di Lokomotive Leipzig) ed è ripartita dalle divisioni dilettantistiche.
La seconda squadra cittadina è il BSG Chemie Leipzig, fondato nel 1899 con il nome di Britannia Lipsia e capace di vincere per due volte il campionato della DDR (nel 1951 e 1964) e due edizioni della coppa nazionale (nel 1957 e nel 1966). Nel 1990, a seguito della riunificazione, il club cambiò nome in FC Sachsen Leipzig, ma non riuscì a mantenersi ad alto livello: velocemente sprofondato nelle divisioni minori, fallì nel 2011. La tradizione di questa società venne quindi portata avanti da un "nuovo" Chemie Leipzig, fondato nel 1997 da alcuni appassionati desiderosi di non disperdere il nome e la storia della società, che ripartì dalle divisioni dilettantistiche.

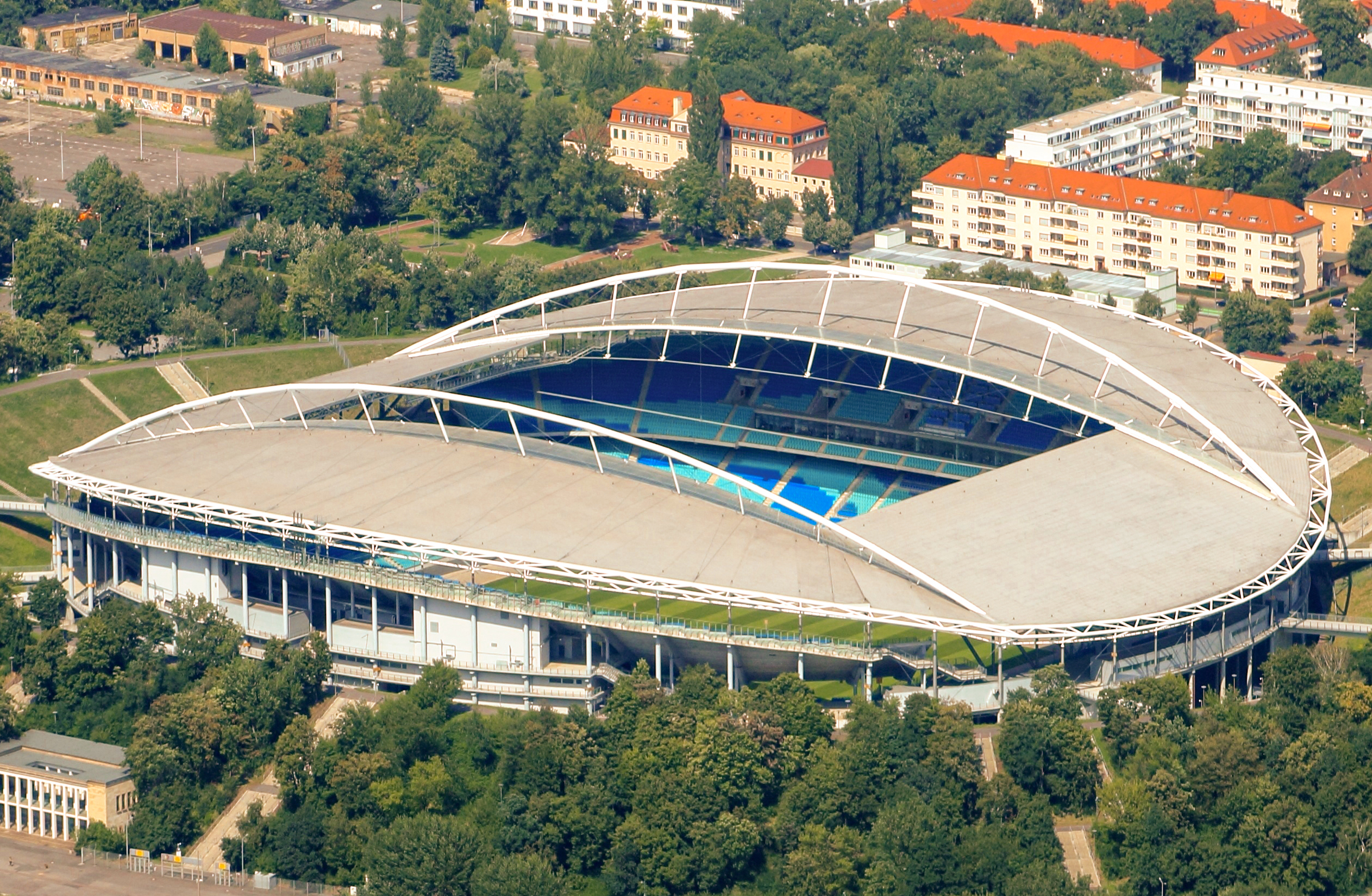
Il nuovo Zentralstadion di Lipsia, oggi Red Bull Arena, costruito per i mondiali di calcio 2006 sul sito del vecchio monumentale "Stadio dei 100000"

Una novità di rilievo nel calcio cittadino fu costituita, nel 2009, dalla nascita di un nuovo club denominato RB Lipsia; finanziato dalla multinazionale austriaca Red Bull, esso debuttò in quinta divisione (Oberliga) acquistando la licenza della squadra della cittadina limitrofa Markranstädt e inanellò vittorie in rapida successione, arrivando già nel 2016 a disputare la Bundesliga e nel 2017 la Champions League raggiungendo la semifinale della competizione nel 2020.
Il principale stadio calcistico cittadino è la Red Bull Arena: costruita nel 1956 con il nome di Zentralstadion, era originariamente un impianto di dimensioni colossali, capace di ospitare oltre 100 000 spettatori. Caduto in rovina a seguito della riunificazione tedesca, venne integralmente ricostruito tra il 2000 e il 2004 (con una capacità di poco più di 44 000 spettatori) per ospitare alcune gare del campionato mondiale di calcio 2006. Complice lo scarso livello del calcio cittadino, l'impianto rimase sottoutilizzato per sei anni, finché nel 2010 non vi si stabilì il già citato RB Lipsia.
Gli altri due stadi di Lipsia sono il Bruno-Plache-Stadion, "casa" della Lokomotive Lipsia, e l'Alfred-Kunze-Sportpark, ove invece gioca il Chemie.
La tabella seguente riassume le società di calcio (maschile) presenti attualmente nella città di Lipsia:
| Club                     | Fondazione | Lega                      | Livello | Stadio                 | Capacità |
| ------------------------ | ---------- | ------------------------- | ------- | ---------------------- | -------- |
| RB Leipzig               | 2009       | Bundesliga                | 1       | Red Bull Arena         | 42 959   |
| 1. FC Lokomotive Leipzig | 2003       | Regionalliga Nordost      | 4       | Bruno-Plache-Stadion   | 7 000    |
| BSG Chemie Leipzig       | 1997       | Regionalliga Nordost      | 4       | Alfred-Kunze-Sportpark | 4 999    |
| FC International Leipzig | 2013       | NOFV-Oberliga Süd         | 5       | Sportpark Tresenwald   | 1 500    |
| Roter Stern Leipzig      | 1999       | Landesklasse Sachsen Nord | 7       | Sportpark Dölitz       | 1 200    |

Nota: Il Chemie Leipzig ha iniziato ufficialmente a giocare a partire dalla stagione 2008-2009.